# ESPY Award
ESPY Award (англ. Excellence in Sports Performance Yearly Award — «Премия ежегодных высоких достижений в спорте») — премии, присуждаемые американским телеканалом ESPN ведущим спортсменам и командам, а также за лучшие моменты в соревнованиях за истекший календарный год. Лауреаты премий ESPY, учреждённых в 1993 году, определяются голосованием болельщиков (с 2004 года победители выбираются из числа кандидатов, отобранных номинационной комиссией, в которую входят спортсмены спортивные журналисты и комментаторы, менеджеры и функционеры, а также представители канала ESPN). Награды вручаются как в номинациях по определённым видам спорта или их категориям, так и в номинациях, не ограниченных видами спорта. Часть доходов от продажи билетов на ежегодную церемонию награждения направляется благотворительной организации Фонд Джимми В, спонсирующей онкологические исследования и разработку методов лечения рака.

## История
Премии ESPY вручаются начиная с 1993 года под эгидой телевизионного спортивного канала ESPN. До 2004 года лауреаты премий определялись напрямую голосованием болельщиков. С 2004 года голосование болельщиков, проходящее в Интернете, ограничено списком кандидатур, отобранных номинационной комиссией, в которую входят спортсмены, спортивные журналисты и комментаторы, спортивные функционеры и менеджеры, а также представители канала ESPN.
В 1993—2003 годах церемония награждения проводилась в Нью-Йорке. В 2004 и 2005 годах местом проведения церемоний был Лас-Вегас, а с 2006 года они проходили в Лос-Анджелесе (вначале в театре «Кодак», а начиная с 2008 года — в театре «Нокия»). В 2020 году из-за пандемии COVID-19 церемония была виртуальной и включала преимущественно распределение наград за гуманитарную деятельность, а в 2021 году премии снова вручались в Нью-Йорке. Среди ведущих церемоний были известные спортсмены и другие знаменитости. В частности, неоднократно церемонии вели актёры Сэмюэл Л. Джексон, Сет Майерс и Джейми Фокс и телеведущий Деннис Миллер.
У некоторых наград могут быть отдельные спонсоры: так, премия за игровую комбинацию в профессиональном спорте спонсировалась компанией General Motors, а премия за неоспоримое выступление (англ. Undeniable Performance Award), присуждаемая за лучшее индивидуальное выступление в отдельной игре профессиональной или вузовской лиги, — фирмой Under Armour.
Помимо наград за спортивные достижения, важное место в списке премий ESPY с первого года их присуждения занимала Премия за мужество имени Артура Эша. Премия, лауреатами которой могут быть не только спортивные деятели, вручается за значительный гуманитарный вклад или за поступки, вдохновляющие окружающих, включая целые группы населения и страны. Её первым лауреатом стал тренер баскетбольной сборной Университета штата Северная Каролина Джим Валвано, менее чем через два месяца после вручения скончавшийся от метастатической аденокарциномы. Часть доходов от продажи билетов на церемонии вручения наград ESPY с тех пор традиционно перечисляется учреждённому Валвано Фонду Джимми В, который спонсирует онкологические исследования и разработку методов лечения рака. В 2007 году в числе вручаемых наград появилась Премия Джимми В за упорство (англ. Jimm V Perseverance Award). Лауреатами этой премии становятся лица, продемонстрировавшие упорство и настойчивость в преодолении физических трудностей. Среди лауреатов награды — игрок футбольного клуба «Баффало Биллс» Кевин Эверетт, которому после перелома шейных позвонков врачи сообщили, что он больше никогда не сможет ходить, но который сумел преодолеть последствия травмы; баскетбольный тренер Дон Мейер, весь сезон 2009 года проработавший со сборной Университета Нортерн-Стейт несмотря на тяжёлую черепную травму и рак в неоперабельной форме; и Энтони Роблс, родившийся с одной ногой, но сумевший стать чемпионом NCAA и членом символической сборной США по борьбе.
Премии ESPY могут присуждаться одному и тому же спортсмену или команде больше одного раза как в разных номинациях, так и в одной и той же. Так, к 2011 году в активе Тайгера Вудса, рекордсмена по количеству награждений, была уже 21 премия ESPY в разных номинациях.

## Лауреаты центральных премий
| Год  | Премия Артура Эша                                  | Спортсменка года     | Спортсмен года           | Команда года                                  |
| ---- | -------------------------------------------------- | -------------------- | ------------------------ | --------------------------------------------- |
| 1993 | Джим Валвано                                       | Моника Селеш         | Майкл Джордан            | Даллас Ковбойс                                |
| 1994 | Стив Палермо                                       | Джули Кроун          | Барри Бондс              | Торонто Блю Джейс                             |
| 1995 | Говард Коселл                                      | Бонни Блэйр          | Стив Янг                 | Нью-Йорк Рейнджерс                            |
| 1996 | Лоретта Клейборн                                   | Ребекка Лобо         | Кел Рипкен               | Коннектикут Хаскис (женская)                  |
| 1997 | Мухаммед Али                                       | Эми ван Дайкен       | Майкл Джонсон            | Нью-Йорк Янкис                                |
| 1998 | Дин Смит                                           | Мия Хэмм             | Тайгер Вудс и Кен Гриффи | Денвер Бронкос                                |
| 1999 | Билли Джин Кинг                                    | Чамик Холдскло       | Марк Макгвайр            | Нью-Йорк Янкис (2)                            |
| 2000 | Уильям Дэвид Сандерс                               | Штеффи Граф          | Тайгер Вудс (2)          | Женская сборная США по футболу                |
| 2001 | Кэти Фримен                                        | Марион Джонс         | Тайгер Вудс (3)          | Нью-Йорк Янкис (2) и Оклахома Сунерс (футбол) |
| 2002 | Том Бернет, Тодд Бимер, Марк Бингэм и Джереми Глик | Винус Уильямс        | Тайгер Вудс (4)          | Лос-Анджелес Лейкерс                          |
| 2003 | Пэт и Кевин Тиллман                                | Серена Уильямс       | Лэнс Армстронг           | Анахайм Энджелс                               |
| 2004 | Джордж Веа                                         | Дайана Таурази       | Лэнс Армстронг (2)       | Детройт Пистонс                               |
| 2005 | Эммануэль Йебоа и Джим Макларен                    | Анника Сёренстам     | Лэнс Армстронг (3)       | Бостон Ред Сокс                               |
| 2006 | Роя Ахмад и Шамиля Кохестани                       | Анника Сёренстам (2) | Лэнс Армстронг (4)       | Питтсбург Стилерз                             |
| 2007 | Тревор Рингланд и Дэвид Каллен                     | Тейрин Моуэтт        | Ладейниан Томлинсон      | Индианаполис Колтс                            |
| 2008 | Томми Смит и Джон Карлос                           | Кэндис Паркер        | Тайгер Вудс (5)          | Бостон Селтикс                                |
| 2009 | Нельсон Мандела                                    | Настя Люкин          | Майкл Фелпс              | Лос-Анджелес Лейкерс (2)                      |
| 2010 | Эд Томас                                           | Линдси Вонн          | Дрю Брис                 | Нью-Орлеан Сэйнтс                             |
| 2011 | Дьюи Бозелла                                       | Линдси Вонн (2)      | Дирк Новицки             | Даллас Маверикс                               |
| 2012 | Пэт Саммитт                                        | Бриттни Грайнер      | Леброн Джеймс            | Майами Хит                                    |
| 2013 | Робин Робертс                                      | Серена Уильямс (2)   | Леброн Джеймс (2)        | Майами Хит (2)                                |
| 2014 | Майкл Сэм                                          | Ронда Раузи          | Кевин Дюрант             | Сиэтл Сихокс                                  |
| 2015 | Кейтлин Дженнер                                    | Ронда Раузи (2)      | Стефен Карри             | Женская сборная США по футболу (2)            |
| 2016 | Зевион Добсон                                      | Брианна Стюарт       | Леброн Джеймс (3)        | Кливленд Кавальерс                            |
| 2017 | Юнис Кеннеди Шрайвер                               | Симона Байлз         | Расселл Уэстбрук         | Голден Стэйт Уорриорз                         |
| 2018 | Жертвы сексуальных домогательств в гимнастике США  | Хлоя Ким             | Александр Овечкин        | Хьюстон Астрос                                |
| 2019 | Билл Расселл                                       | Алекс Морган         | Яннис Адетокунбо         | Женская сборная США по футболу (3)            |
| 2020 | Кевин Лав                                          | Не присуждались      | Не присуждались          | Не присуждались                               |
| 2021 | Майя Мур                                           | Том Брэди            | Наоми Осака              | Тампа-Бэй Бакканирс                           |
| 2022 | Виталий Кличко                                     | Сёхэй Отани          | Кэти Ледеки              | Голден Стэйт Уорриорз                         |
| 2023 | Женская сборная США по футболу                     | Патрик Махоумс       | Микаэла Шиффрин          | Канзас-Сити Чифс                              |
| 2024 | Глиссон, Стивен                                    | Патрик Махоумс       | Уилсон                   | Саут Каролина Геймкокс                        |

## Прочие номинации

### По видам спорта
- Автоспорт
- Бокс
- Боулинг
- Гольф (отдельные награды женщине и мужчине)
- Конные скачки
- Смешанные боевые искусства
- Теннис (отдельные награды женщине и мужчине)
- Экстремальные виды спорта (отдельные награды женщине и мужчине)
- Лучший игрок MLB
- Лучший игрок MLS
- Лучший игрок НБА
- Лучший игрок ЖНБА
- Лучший игрок НФЛ
- Лучший игрок НХЛ
- Лучший иностранный спортсмен
- Лучший спортсмен-олимпиец США (отдельные награды женщине и мужчине)

### Вне видов спорта
- Тренер/менеджер года
- Прогресс года (англ. Best Breakthrough Athlete)
- Возвращение года (англ. Best Comeback Athlete)
- Лучшая спортсменка с ограниченными возможностями
- Лучший спортсмен с ограниченными возможностями
- Игра года
- Момент года
- Игровая комбинация года (англ. Best Play)
- Сюрприз года (англ. Best Upset)
- Чемпионское выступление (англ. Best Championship Performance)
- Рекордное выступление (англ. Best Record-Breaking Performance)
- Премия Джимми В за упорство